# Fesmy
Fesmy est une ancienne commune française, située dans le département de l'Aisne en région Hauts-de-France. Elle est une localité et le chef-lieu de la commune de Fesmy-le-Sart.

## Géographie
Avant l'absorption de la commune de Le Sart, la commune avait une superficie de 11,94 km2

## Toponymie
Le nom de la localité est attesté sous les formes Fidemium (1103) ; Monasterium Sancti Stephani-Fidemensis (1155) ; Ecclesia Fidemensis (1155) ; Faimy (1189) ; Faimil (1211) ; Faymi (1265) ; Feemy (1269) ; Faismy, église Saint-Estienne-de-Fesmy (1334) ; ville de Fémy (1339) ; Fesmy-en-Thiérasse (1575).

## Histoire
La commune de Fesmy a été créée lors de la Révolution française. Le 1er mai 1972, elle absorbe la commune voisine de Le Sart, à la suite d'un arrêté préfectoral du 13 avril 1972. La nouvelle entité prend le nom de Fesmy-le-Sart. Les deux communes ont déjà été regroupées en 1807 par décret du 12 juillet 1807 avant d'être scindé par décret du 29 mai 1830.

## Administration

### Administration municipale
Avant l'absorption de la commune de Le Sart, la commune faisait partie du canton du Nouvion-en-Thiérache dans le département de l'Aisne. Elle portait le code commune 02308. Elle appartenait aussi à l'arrondissement de Vervins depuis 1801 et au district de Vervins entre 1790 et 1795.

### Liste des maires
La liste des maires de Fesmy est :
| Période                                  | Période | Identité | Étiquette | Qualité |
| ---------------------------------------- | ------- | -------- | --------- | ------- |
|                                          |         |          |           |         |
| Les données manquantes sont à compléter. |         |          |           |         |

## Démographie
Jusqu'en 1972, la démographie de Fesmy était :
| 1793 | 1800 | 1806 | 1821 | 1831 | 1836 | 1841 | 1846 | 1851 |
| ---- | ---- | ---- | ---- | ---- | ---- | ---- | ---- | ---- |
| 760  | 699  | 802  | -    | 673  | 691  | 718  | 753  | 743  |

| 1856 | 1861 | 1866 | 1872 | 1876 | 1881 | 1886 | 1891 | 1896 |
| ---- | ---- | ---- | ---- | ---- | ---- | ---- | ---- | ---- |
| 726  | 704  | 726  | 684  | 654  | 604  | 579  | 579  | 529  |

| 1901 | 1906 | 1911 | 1921 | 1926 | 1931 | 1936 | 1946 | 1954 |
| ---- | ---- | ---- | ---- | ---- | ---- | ---- | ---- | ---- |
| 517  | 540  | 525  | 426  | 453  | 427  | 417  | 394  | 405  |

| 1962 | 1968 | - | - | - | - | - | - | - |
| ---- | ---- | - | - | - | - | - | - | - |
| 430  | 400  | - | - | - | - | - | - | - |